# 공황발작
공황발작(恐慌發作, Panic Attack) 또는 '공황증상'은 갑작스럽게 발생하는 극도의 공포감으로, 심계항진, 땀, 몸떨림, 호흡곤란, 마비, 불안 등을 동반할 수 있다. 수 분에 걸쳐 갑작스러운 공포가 최고조에 다다르며, 일반적으로 약 30분 간 공포감이 지속되나 이는 경우에 따라 크게 다르다.
공황발작을 반복적으로 일으키게 되는 것을 공황장애로 진단하며, 공황장애를 비롯하여 사회불안장애, PTSD, 약물중독, 우울장애 따위의 정신적 질병에서 나타난다. 공황 발작은 다양한 상황에 의해 촉진, 발생할 수 있는데, 강한 심리적 압박을 받는 상황에서 공황 발작을 경험하는 경우가 높지만, 특별한 스트레스가 없이 자연 발생적으로 경험하는 것도 전체 공황 발작의 10%를 차지한다.

## 공황과 공포증의 차이
공포증 특유의 두려움은 외부의 공포 자극이다. 공황 발작을 일으키는 자극은 신체 내부의 감각 단서의 자극이다. 또한 공황 발작의 경우 자제력을 잃고 미쳐버리거나 죽을 것 같은 느낌을 받는 것이라고 볼 수 있는데, 공포증은 자제력을 잃어버리면 어쩌나 하는 것이 특징이다.
공황장애를 가지고 있으면서 공포증도 있는 사람들을 대상으로 외부 자극 없이 공황 발작을 경험할 때와 공포 자극을 만나 공황 발작이 일어날 때는 차이가 있는데, 대체로 아무런 외부 위협이 없는 상태에서 공황 발작시 죽음에 대한 공포가 크며, 자제력을 잃고 미쳐버릴 것 같은 두려움과, 사지의 감각 이상이 많이 나타나고 있다.

## DSM-IV의 진단 기준
아래 열거된 증상들 중 네 개 이상의 증상이 함께 느껴지면서 10분 이내에 최고조에 이를 때 공황 발작으로 진단할 수 있다.
1. 심장이 두근거리거나 빨라짐
2. 땀이 많이 남
3. 손, 발 혹은 몸이 떨림
4. 숨이 막히거나 답답한 느낌
5. 질식할 것 같은 느낌
6. 가슴이 아프거나 압박감
7. 메스껍거나 뱃속이 불편함
8. 어지럽거나 쓰러질 것 같은 느낌
9. 비현실적인 느낌 또는 이인증(자신이 달라진 느낌)
10. 미쳐 버리거나 자제력을 잃어버릴 것 같은 두려움
11. 죽을 것 같은 두려움
12. 지각 이상(둔하거나 따끔거리는 느낌)
13. 몸에서 열이 오르거나 오한이 남

## 공황증상
공황증상의 이유로는 생물학적 요인과 취약성-스트레스 모델이 지속적으로 언급되고있다.

## 같이 보기
- 히스테리
- 공황 (심리학)

## 참고 자료
- 공황장애(이상심리학 5) ISBN 89-7548-425-4